# Masacre de Itamar
La masacre de Itamar ocurrió la mañana del 11 de marzo de 2011 en el asentamiento israelí de Itamar en la Cisjordania ocupada.

## Historia
Los autores traspasaron la valla de seguridad del asentamiento de Itamar y mataron a los padres y a los tres hijos de la familia Fogel.  Hadas, de tres meses, fue decapitado; las otras víctimas fueron Elad, de cuatro años, y Joav, de once años, así como sus padres, Ruth (de 35 años) y Udi (de 36). Tres hermanos de la familia Fogel sobrevivieron al ataque.  Se sospechaba que los perpetradores eran extremistas palestinos.  Las Brigadas de los Mártires de Al Aqsa reivindicaron inicialmente el asesinato.  Sin embargo, debido a las circunstancias del crimen, el ejército israelí dudaba de la participación directa de una organización terrorista y suponía que uno o más perpetradores individuales estaban involucrados en los hechos.  Mientras tanto, varios sitios web vinculados a la Autoridad Nacional Palestina difundieron la noticia de que la masacre fue llevada a cabo por un trabajador extranjero, a quien la familia de los colonos supuestamente debía dinero.  Sin embargo, según el sitio de noticias israelí Arutz Sheva, no había trabajadores extranjeros empleados en el asentamiento de Itamar. 

## Reacciones
El presidente de la Autoridad Nacional Palestina, el señor Mahmoud Abbas, condenó la masacre como un “acto despreciable, inmoral e inhumano”.  Según una encuesta realizada por encuestadores israelíes y palestinos, el 32% por ciento de los palestinos apoyó el asesinato y el 63% por ciento lo condenó.    En respuesta a la masacre, el gobierno israelí aprobó 400 nuevos asentamientos, y hubo ataques de colonos agresivos contra los ciudadanos palestinos.

## Investigación y veredicto judicial
En abril de 2011, fueron arrestados dos sospechosos palestinos que procedían de la aldea palestina de Awarta, vecina de Itamar.  Los dos jóvenes de 18 y 19 años, los primos Hakim y Amjad Awad, eran miembros del grupo Frente Popular para la Liberación de Palestina. Sin embargo, el servicio secreto interno israelí Shin Bet, no encontró evidencia de que los primos estuvieran actuando por orden directa de una organización terrorista. Otros seis ciudadanos residentes del pueblo, incluidos cuatro familiares de los sospechosos, fueron arrestados por supuestamente intentar ocultar pruebas relativas al caso.
El 13 de septiembre de 2011, Hakim Awad fue condenado por un tribunal militar israelí a cinco cadenas perpetuas más cinco años de prisión. 
En mayo de 2011, todavía se debatía sobre si debía aplicarse la pena de muerte, ya que ninguno de los dos primos no mostraba ningún remordimiento. Esto habría sido sólo simbólico, ya que en Israel era posible una sentencia de muerte, pero sólo se ejecutó una vez: Contra el criminal de guerra nazi Adolf Eichmann, debido a su participación en el Holocausto. 
Amjad Awad fue condenado el 28 de noviembre de 2011 y recibió la misma sentencia que su primo, el 16 de enero de 2012. El tribunal militar también consideró durante mucho tiempo si debía imponerse la pena de muerte.
Ambos asesinos confesaron los asesinatos que habían cometido, y los recrearon para los investigadores. En ningún momento no mostraron ningún remordimiento, más bien al contrario, y ambos admitieron que los tres niños supervivientes se habían salvado únicamente porque ellos no los descubrieron.

## Demanda judicial
En febrero de 2018, la familia Fogel presentó una demanda judicial por daños y perjuicios contra el FPLP, la Organización para la Liberación de Palestina (OLP) y la Autoridad Nacional Palestina (AP) en el Tribunal de Distrito de Jerusalén. Los demandantes basaron la demanda en el hecho de que los terroristas reciben salarios sustanciales por parte de la Autoridad Nacional Palestina. Esto contradice toda lógica y sentido de justicia. Los familiares de las víctimas ven estos pagos como un motivo del ataque. Según una información del instituto de vigilancia de los medios de comunicación llamado: “Palestinian Media Watch”, cada uno de los dos asesinos ha recibido hasta ahora una cantidad equivalente a unos 85 400 euros. Según una tabla de cálculo de la Autoridad Nacional Palestina, está previsto un aumento de sueldo cada cinco años, el salario mensual de los terroristas debería aumentar ahora de unos 1000 euros a unos 1500 euros.